# IC 5274
IC 5274 — галактика типу S0 (спіральна галактика) у сузір'ї Пегас.
Цей об'єкт міститься в оригінальній редакції індексного каталогу.